# Музей науки (Київ)

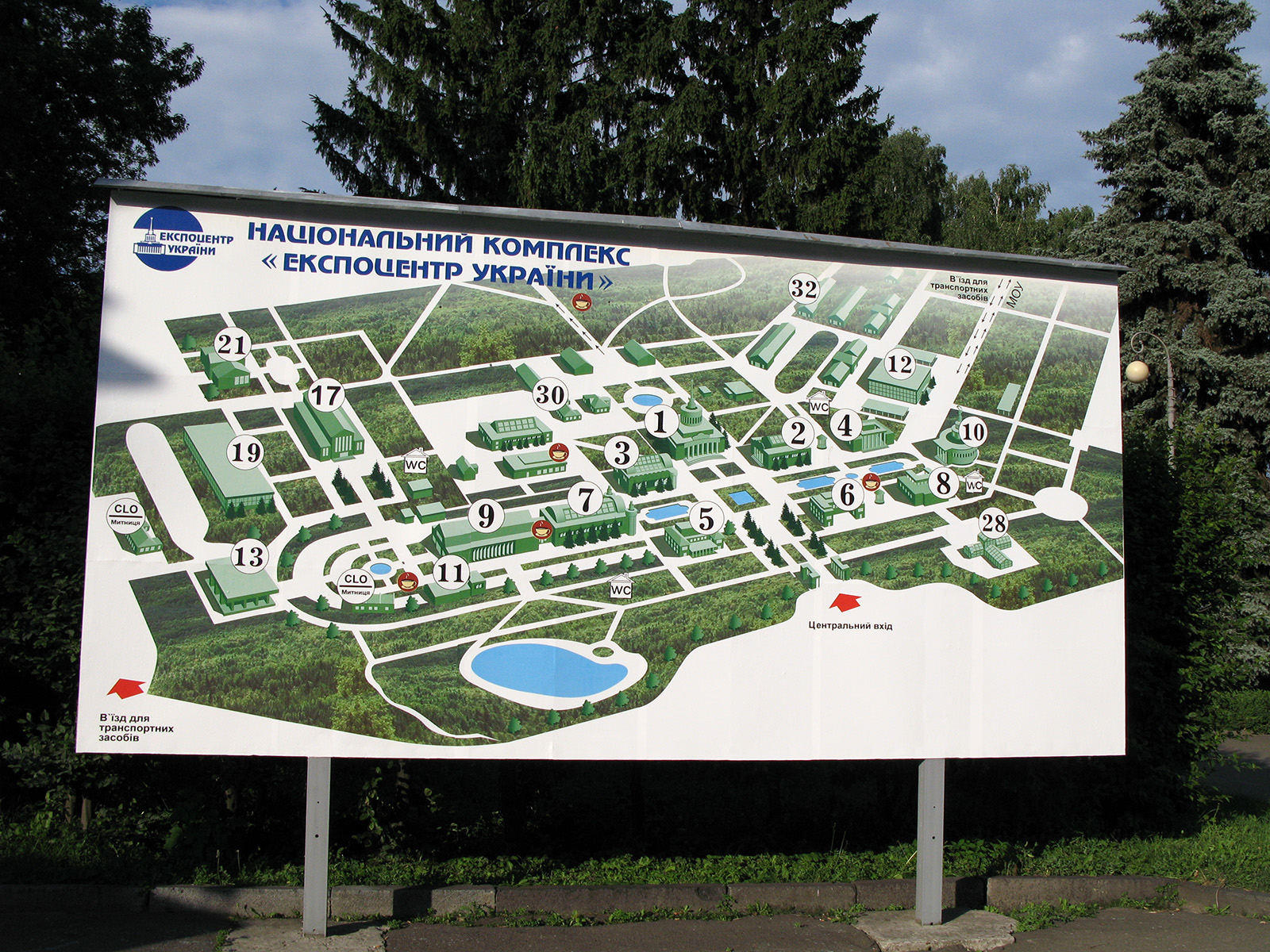
План Національного експоцентру України

Музей науки — перший в Україні інтерактивний музей, у якому відвідувачі можуть торкатися до виставкових предметів і експонатів, розгадувати головоломки, брати участь у дослідах та наукових експериментах. Музей заплановано розмістити в будинку «Літаюча тарілка», однак, поки там іде ремонт, його тимчасово прихистили в оновленому павільйоні «Наука» Національного експоцентру України в Голосіївському районі Києва. Мета проєкту — заохотити дітей шкільного віку в Україні займатися наукою та відкриттями.

## Історія
Ідея проєкту зародилася приблизно 10 років тому, а почали розробляти вже у 2017 році за підтримки Міносвіти та Малої академії наук України (МАНУ), яка створювала музей. На проєкт тоді виділили фінансування та майже 7 тисяч м² площі в будівлі Українського інституту науково-технічної експертизи та інформації — «Тарілці на Либідській», яка є пам'яткою радянського модернізму. Та приміщення ще досі не відремонтували, це має зробити забудовник торгового центру Ocean Mall.
Тому музей науки розмістився на території Національного експоцентру України у павільйоні № 23 «Наука», який ще у 1965 році пристосували для проведення наукових виставок. Павільйон оновили не забуваючи про охорону архітектурної спадщини: зберегли мармур, сходи, лінійний малюнок фасаду, а величезну скляну стелю перетворили на повноцінний експонат площею 400 м². Вигляд стелі залежить від відвідувачів — правильні відповіді на питання тематичних тестів змінюють її колір.

## Експонати
Експозицію музею створювала Мала академія наук України разом з агенцією Gres Todorchuk за підтримки Міністерства освіти, а також Національної академії наук України. Над оформленням павільйону працювала агенція Fedoriv та команда MONO Architects. Завдяки співпраці Малої академії наук України з Міжнародною асоціацією науково-технологічних центрів у музеї з'явилися експонати із США, Канади, Великої Британії, Швеції та Польщі. Відвідувачі зможуть спробувати розгадати оптичну ілюзію, яку спеціально для Музею науки створив професор Техаського університету Девід Новік, доторкнутися до 60-кілограмового кристала, створити вулкан в інтерактивній пісочниці та вирушити у космічну подорож.
Крім вивчення 120-ти експонатів кожен відвідувач зможе довідатися про цікаві факти з наукових досягнень українських науковців. Наприклад, фізика Івана Пулюя, який став першопрохідцем у дослідженні рентгенівських променів, Данила Заболотного, рятівника Індії від холери та інших.

## Освітня програма
Основним призначенням Музею науки організатори бачать у пробудженні зацікавленості у шкільної молоді до наукових досліджень, тому створено безліч освітніх програм для відвідувачів різного віку: від цікавих наукових лекцій для вчителів та школярів до навчальних програм для родин. Освітня програма музею оновлюватиметься кожні два місяці. Можна буде також записатися до наукових гуртків, секцій і студій, а згодом і до лабораторій, дослідницьких експедицій та навіть проєктів найбільшої у світі лабораторії фізики високих енергій Європе́йської організації з я́дерних дослі́джень (CERN) у Швейцарії, дослідницького центру Міністерства енергетики США (ANL) біля Чикаго, Національного управління з аеронавтики і дослідження космічного простору США (NASA) на мисі Канаверал на Флориді, з якими співпрацює МАНУ. Лише упродовж літа 2020 року учні МАНУ вибороли 65 міжнародних нагород на конкурсах винахідників. Організатори Музею науки хочуть вибудувати неперервну вертикаль від першого здивування та зацікавлення до самореалізації в науковій галузі та власних відкриттів.

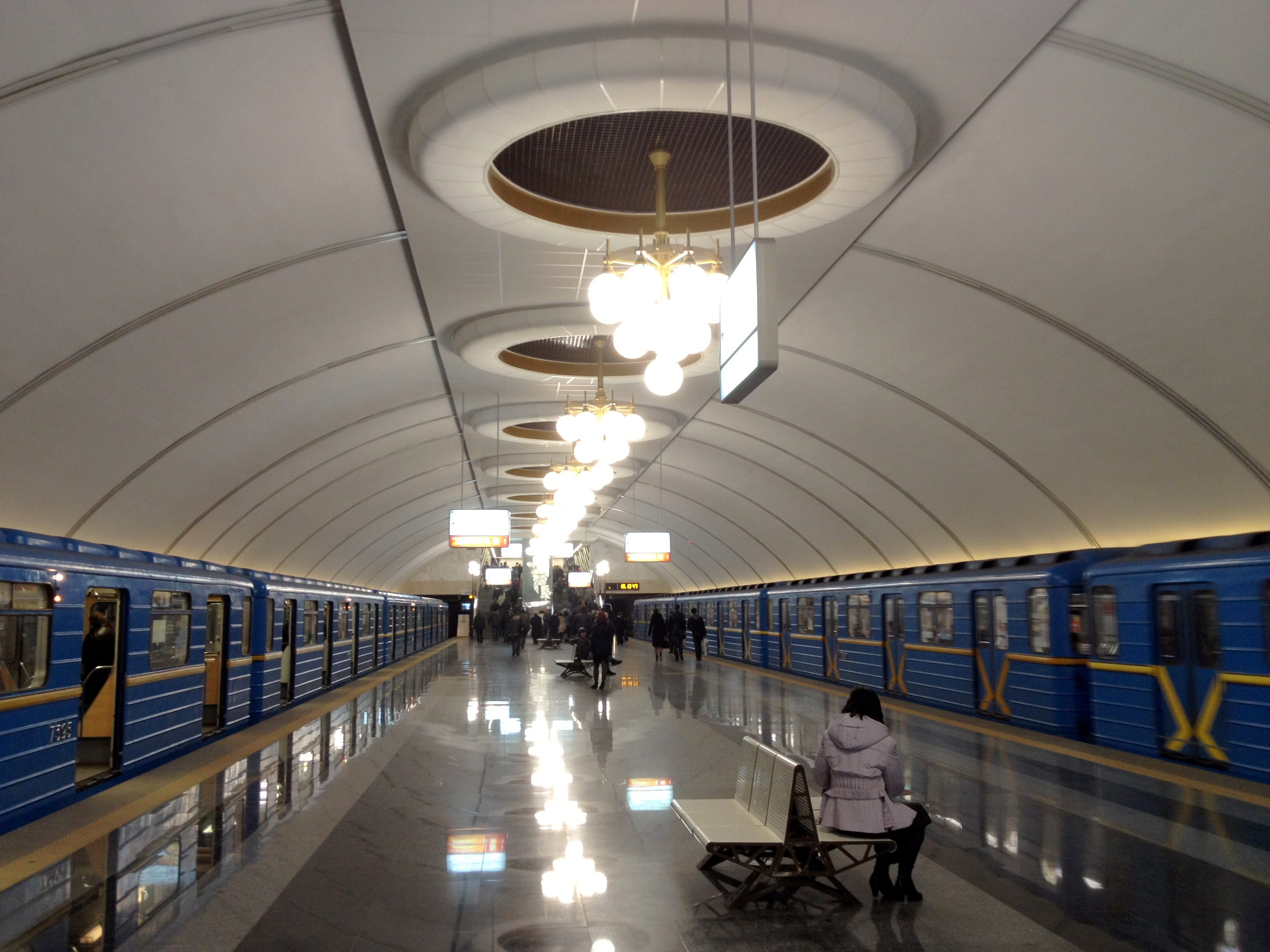
Станція метро «Виставковий центр»

## Як відвідати музей
- Поруч з Експоцентром розміщена станція Київського метрополітену — «Виставковий центр».
- Квитки можна придбати онлайн із фіксованим часом відвідування:
  - 100 грн — стандартний квиток (при оплаті карткою Visa знижка 15 %);
  - 50 грн за особу — груповий квиток для школярів (від 10 осіб);
  - безкоштовний вхід для людей з інвалідністю 1 та 2 груп та дітей, батьки яких загинули під час воєнних дій на сході України.